# Phthiracarus dissonus
Phthiracarus dissonus är en kvalsterart som beskrevs av Wojciech Niedbała 1983. Phthiracarus dissonus ingår i släktet Phthiracarus och familjen Phthiracaridae. Inga underarter finns listade i Catalogue of Life.